# 5-ös busz (Kaposvár)
A kaposvári 5-ös busz a Belváros és Donner között közlekedik, majd a cseri városrész határán, a 67-es főúton visszatér a Belvárosba. A buszvonalat a Kaposvári Közlekedési Zrt. üzemelteti.

## Útvonal
A táblázatban az autóbusz-állomásról induló irány látható.
| Útvonal                   |
| ------------------------- |
| Helyi autóbusz-állomás    |
| Berzsenyi utcai felüljáró |
| Bartók Béla utca          |
| Táncsics Mihály utca      |
| főút                      |
| Berzsenyi utcai felüljáró |
| Helyi autóbusz-állomás    |

## Megállóhelyek
A táblázatban a megállók a Helyi autóbusz-állomásról induló irány szerint vannak felsorolva.
| Megálló                   | Össz. km (oda) | Össz. idő (oda) | Átszállási lehetőség                                                         | A közelben található |
| ------------------------- | -------------- | --------------- | ---------------------------------------------------------------------------- | --- |
| Helyi autóbusz-állomás    | 0              | 0               | 1, 3, 4, 6, 7, 8, 8B, 8E, 8Y, 9, 10, 11, 11Y, 12, 13, 14, 15, 18, 31, 81, 91 | Polgármesteri Hivatal, Járási Hivatal, Szivárvány Kultúrpalota, Corso Bevásárlóközpont, Retro Club, Somogy Áruház, Rippl-Rónai Múzeum, Somogy Megyei Levéltár, Somogy Megyei Önkormányzat, Távolsági autóbusz-állomás, Rendelőintézet, Szarvas Üzletház, Vasútállomás                     |
| Berzsenyi utcai felüljáró | 0,6            | 2               | 1, 3, 4, 11, 11Y, 13, 14, 15, 31 Corso Bevásárlóközpont: 12                  | Polgármesteri Hivatal, Járási Hivatal, Kapos Hotel, Nagyboldogasszony-székesegyház, Nagyboldogasszony Római Katolikus Gimnázium, Püspöki Palota, Somogyi Hírlap szerkesztősége, Széchenyi István Kereskedelmi és Vendéglátóipari Szakképző Iskola, Corso Bevásárlóközpont, Kaposvár Plaza |
| Bartók Béla utca          | 1,9            | 4               | 4B, 14, 15                                                                   | Virágfürdő, Jókai liget, Donnerváros központja, Szent Kereszt-templom, Söröskorsó szökőkút, Kapos folyó |
| Jókai utca                | 2,6            | 6               |                                                                              | |
| Szegfű utca               | 3              | 7               |                                                                              | |
| Rózsa utca                | 3,4            | 9               | 4                                                                            | |
| főút                      | 4              | 10              | 4                                                                            | |
| Berzsenyi utcai felüljáró | 4,7            | 12              | 1, 3, 4, 11, 11Y, 13, 14, 15, 31 Corso Bevásárlóközpont: 12                  | Polgármesteri Hivatal, Járási Hivatal, Kapos Hotel, Nagyboldogasszony-székesegyház, Nagyboldogasszony Római Katolikus Gimnázium, Püspöki Palota, Somogyi Hírlap szerkesztősége, Széchenyi István Kereskedelmi és Vendéglátóipari Szakképző Iskola, Corso Bevásárlóközpont, Kaposvár Plaza |
| Helyi autóbusz-állomás    | 5,4            | 14              | 1, 3, 4, 6, 7, 8, 8B, 8E, 8Y, 9, 10, 11, 11Y, 12, 13, 14, 15, 18, 31, 81, 91 | Polgármesteri Hivatal, Járási Hivatal, Szivárvány Kultúrpalota, Corso Bevásárlóközpont, Retro Club, Somogy Áruház, Rippl-Rónai Múzeum, Somogy Megyei Levéltár, Somogy Megyei Önkormányzat, Távolsági autóbusz-állomás, Rendelőintézet, Szarvas Üzletház, Vasútállomás                     |

## Betétjárat

### 5F
A járat a Városi Fürdő (Virágfürdő) érintésével közlekedik. Menetidő: + 2 perc, + 1,2 km.

## Menetrend
- Aktuális menetrend Archiválva 2013. november 14-i dátummal a Wayback Machine-ben
- Útvonaltervező[halott link]